# Bordura

Escut amb bordura de gules (En detall)

La bordura, en heràldica, és una peça honorable en forma de cinta que voreja el camper. Té una amplària d'una sisena part de l'escut.
En el blasonament és l'últim element que se cita. Molt sovint és carregada de mobles i figures i també pot aplicar-se a una de les particions de l'escut; si s'aplica a tot un escut dividit en particions, aleshores s'anomena bordura de l'escut.
La bordura pot formar part integrant de diverses peces compostes, com ara la bordura banda (formada per la bordura i una banda), la bordura barra (formada per la bordura i una barra), la bordura creu (formada per la bordura i una creu), la bordura sautor (formada per la bordura i un sautor) i la bordura xebró (formada per la bordura i un xebró).
La bordura d'amplària reduïda (una dotzena part de l'escut) s'anomena filiera. La bordura que rodeja l'escut, però sense tocar-ne la vora s'anomena orla.

## Tipus de bordures
- Besantada, quan està carregada de besants.
- Cantonada, quan té els quatre angles d'un esmalt diferent del seu.
- Componada, constituïda per una sola fila de punts o requadres (anomenats compons en francès) que alternen els metalls i els colors en una sola tira. Normalment se n'indica el nombre i poden ser regulars o no, cas en què també cal indicar-ho.
- Dentada, quan presenta dents d'angles aguts.
- Dentelada, quan presenta dents molt més petites i nombroses que a la dentada.
- Denticulada, formada per dents d'angles aguts separats i tocant la vora de l'escut, generalment amb els esmalts alternats i diferents de l'esmalt del camper.
- De peces, bordura componada en què un dels esmalts és el mateix que el del camper, i per això només es dibuixen les superfícies que ocupa l'altre esmalt, que acostuma a ser el mateix de la figura o moble principal. De les peces resultants, sempre n'hi ha una a cada un dels cantons de l'escut, formant angle recte.
- Engrelada, quan té els perfils formats per petits semicercles units, amb les puntes cap enfora.
- Escacada, bordura componada en què hi ha dues o més files de punts o requadres, també amb els esmalts alternats d'una fila a l'altra.
- Merletada, quan presenta merlets.
- Quarterada, quan està dividida en quatre parts. Es pot quarterar en forma de creu o de sautor.

bordura d'or carregada de quatre rodelles de gules (escut de la Diputació de Lleida)
bordura de gules carregada de vuit flors de lis d'or (escut de Foixà)
bordura d'or carregada de quatre rocs d'atzur (escut d'Ordis)
bordura d'argent carregada de cinc carxofes de sinople (escut de l'Aldea)
bordura dentada en la segona partició (escut de Palau-solità i Plegamans)
bordura de l'escut, truncat, de sinople (escut de les Preses)
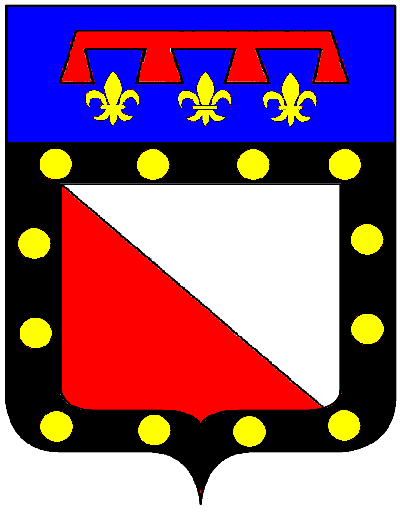
bordura de sable besantada de dotze peces d'or (escut de la família Gozzadini, Itàlia)
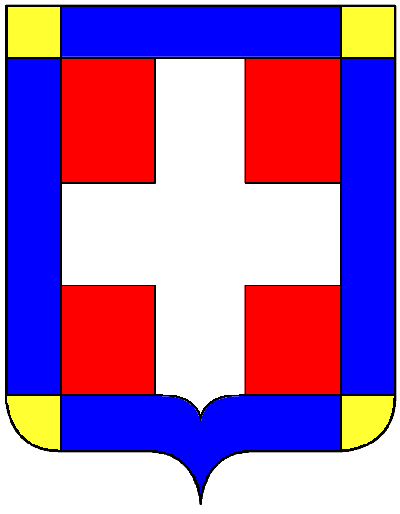
bordura d'atzur cantonada d'or (escut dels prínceps de Savoia, Itàlia)
bordura componada d'or i de gules (escut del Maresme)
bordura dentada de gules (escut del districte de Pinneberg, Slesvig-Holstein)
bordura denticulada d'argent i de gules (escut d'Algund, Tirol del Sud)
bordura de vuit peces de sable (escut de Santa Maria de Corcó)
bordura engrelada d'atzur (escut dels prínceps de Mérode, Bèlgica)
bordura escacada d'or i de gules (escut de Soutomaior, Galícia)
bordura merletada d'atzur (escut d'Eura, Finlàndia)
bordura quarterada en sautor de gules i d'or (escut de la Diputació de Girona)

## Banderes amb bordura

Bandera de Montenegro amb bordura d'or.
Bandera de Sri Lanka amb bordura d'or.
Bandera de Castellcir amb bordura de 8 peces.
Bandera de Malla amb bordura contínua.